# Polistes adustus
Polistes adustus är en getingart som beskrevs av Charles Thomas Bingham 1897. Polistes adustus ingår i släktet pappersgetingar, och familjen getingar. Inga underarter finns listade i Catalogue of Life.